# 崔居儉
崔居俭（870年—939年6月1日），五代十国后梁、后唐、后晋官员，出自清河崔氏。
崔居俭祖父崔蠡、父亲崔蕘都是唐朝名臣。崔居俭文辞优美，风骨清秀，年轻时举进士。后梁贞明年间，为中书舍人、翰林学士。唐庄宗同光元年（923年）以中书舍人崔居俭为刑部侍郎，充史馆修撰、判馆事。同光三年（925年），担任御史中丞。唐明宗天成元年（926年），任兵部侍郎。天成二年（927年），权知尚书右丞，天成三年（928年）五月，请在西京长安设置分司官。天成四年（929年），正任尚书右丞。长兴二年（931年），以尚书左丞崔居俭为工部尚书。长兴三年（932年），担任太常卿。崔氏自北魏、隋朝、唐朝与卢氏、郑氏都是一等士族，吉凶之事，各著家礼。其后世子孙，都以门望自视甚高，为世人所嫉。长兴四年（933年），册故福庆长公主为晋国雍顺长公主，派遣太常卿崔居俭赴西川行册礼。明宗驾崩，崔居俭按惯例以太常卿为礼仪使，崔居俭以祖父名讳为蠡，推辞不受。崔居俭抱怨说：“名讳有令式在，余何罪也。”应顺元年（934年），宰相冯道让崔居俭改任为秘书监。清泰元年（934年），担任工部尚书。清泰三年（936年），清泰三年（936年）六月初九，李从珂派遣工部尚书崔居俭奉上宣宪皇太后宝册。后晋天福二年（937年），为户部尚书。天福四年五月十一壬子日（939年6月1日），崔居俭去世。年七十岁，赠右仆射。崔居俭拙于为生，居显官，衣服常缺，死时贫不能葬。

## 注
1. ↑  《旧五代史》唐庄宗纪
2. ↑  《冊府元龜》卷四百七十五
3. ↑  《旧五代史》唐庄宗纪
4. ↑  《册府元龟》卷八百六十三
5. ↑  《旧五代史》唐末帝纪
6. ↑  《旧五代史》晋高祖纪